# トレモロ (CooRieのアルバム)
『トレモロ』は、CooRieの2枚目のオリジナルアルバム。2006年6月21日にMellow Headから発売された。

## 概要
前作『秋やすみ』以来約2年ぶりのリリース。作詞は全てrinoが手掛けている。

## 収録曲
1. 光のシルエット [4:06]
  - テレビアニメ『絶対少年』オープニングテーマ

作詞・作曲：rino、編曲：鈴木雅也
2. 暁に咲く詩 [4:49]
作詞・作曲：rino、編曲：大久保薫
  - テレビアニメ『D.C.S.S. 〜ダ・カーポ セカンドシーズン〜』エンディングテーマ
3. いたずらな雨 [4:06]
作詞・作曲：rino、編曲：大久保薫
4. 天空の花 [4:32]
作詞・作曲：rino、編曲：鈴木雅也
  - PS2用ゲームソフト『マビノ×スタイル』エンディングテーマ
5. 月明かりセレナード [4:48]
作詞・作曲：rino、編曲：大久保薫
  - PCゲーム『状況開始っ!』エンディングテーマ
6. バスタブルース [4:03]
作詞・作曲：rino、編曲：大久保薫
7. 記憶ラブレター [3:22]
作詞・作曲：rino、編曲：大久保薫
8. 風 〜スタートライン〜 [4:05]
作詞・作曲：rino、編曲：菊地創
  - PCゲーム『状況開始っ!』オープニングテーマ
9. 心編み [5:05]
作詞・作曲：rino、編曲：長田直之
10. メロトロン [4:27]
作詞・作曲：rino、編曲：大久保薫
11. いろは [4:48]
作詞・作曲：rino、編曲：大久保薫
  - テレビアニメ『びんちょうタン』オープニングテーマ
12. トレモロ 〜夢の続き〜 [2:52]
作詞・作曲・編曲：rino